# Campeonato Nacional de Fútbol de Cuba 2014
Die Saison 2014 der Campeonato Nacional de Fútbol de Cuba fand vom 25. Januar bis zum 31. Mai statt und war bereits die 99. Saison. Meister wurde die Auswahl aus Ciego de Ávila, den zweiten Platz belegte der Rekordmeister Villa Clara. Die Auswahlmannschaften der Provinzen Holguín und Pinar del Río belegten die letzten Plätze und mussten somit vor Beginn der folgenden Saison mit den sechs in der Saison 2014 nicht qualifizierten Provinzen ein Qualifikationsturnier bestreiten.

## Abschlusstabelle
| Pl.               | Verein          | Sp. | S  | U | N  | Tore    | Diff. | Punkte |
| ----------------- | --------------- | --- | -- | - | -- | ------- | ----- | ------ |
| 1.                | Ciego de Ávila  | 18  | 13 | 2 | 3  | 029:130 | +16   | 41     |
| 2.                | Villa Clara     | 18  | 10 | 6 | 2  | 032:120 | +20   | 36     |
| 3.                | Havanna         | 18  | 10 | 2 | 6  | 036:270 | +9    | 32     |
| 4.                | Guantánamo      | 18  | 8  | 7 | 3  | 019:120 | +7    | 31     |
| 5.                | Camagüey        | 18  | 8  | 5 | 5  | 022:120 | +10   | 29     |
| 6.                | Sancti Spíritus | 18  | 5  | 5 | 8  | 020:240 | −4    | 20     |
| 7.                | Cienfuegos      | 18  | 5  | 5 | 8  | 008:210 | −13   | 20     |
| 8.                | Las Tunas       | 18  | 5  | 3 | 10 | 014:230 | −9    | 18     |
| 9.                | Holguín         | 18  | 4  | 3 | 11 | 015:310 | −16   | 15     |
| 10.               | Pinar del Río   | 18  | 1  | 4 | 13 | 009:290 | −20   | 07     |
| Stand: Saisonende |                 |     |    |   |    |         |       |        |

Torschützenkönig: Yoandri Puga (Villa Clara), 13 Tore